# Piteälvsbron
Die Piteälvsbron (deutsch: Piteälven-Brücke) ist eine kombinierte Eisenbahn- und Straßenbrücke und ein Haltepunkt der Inlandsbahn in Schweden.

## Geografische Lage
Die Brücke überquert den Piteälven etwa 13 km nördlich des Bahnhofs Moskosel bei Streckenkilometer 136,350. Über die Brücke führt der Länsväg BD 638. Sie liegt in der Provinz Norrbottens län.

## Bauwerkbeschreibung
Die Brücke ist 90 m lang. Ihre Widerlager und der Mittelpfeiler sind aus Granit gemauert; letzterer steht auf einer Betonplatte, die auf den felsigen Untergrund aufgesetzt wurde. Die aufliegenden beiden Brückensegmente mit je 45 m Länge sind als Balkenbrücke in Stahl-Fachwerk ausgeführt.
An beiden Auffahrten zur Brücke werden Straße und Gleis in eine Fahrbahn zusammengeführt. Straßenseitig wird das als niveaugleicher Bahnübergang mit Schranken gesichert, gleisseitig durch je ein Signal. Beide Sicherungsanlagen sind voneinander abhängig geschaltet. Während die Brücke früher durch einen eigenen Brückenwärter gesichert war, muss ein Zug heute anhalten, und ein Mitglied der Zugbesatzung löst von einer stationären Konsole die Schließung der Schranken aus. Das Brückenwärter-Haus ist erhalten und wird heute privat als Ferienhaus genutzt.

## Geschichte
Der Unterbau der Brücke wurde bereits im Winter 1932/33 aufgemauert, die beiden Brückensegmente 1935 eingefügt. Die Brücke gehört zu dem Abschnitt der Inlandsbahn, der als letzter fertiggestellt wurde. Seit dem 7. August 1937 befindet sie sich in fahrplanmäßigem Betrieb.
Die Brücke dient als Straßenbrücke heute nur noch örtlichem Verkehr. Der Hauptteil des Straßenverkehrs nutzt heute die etwa 6 km flussabwärts und östlich gelegene Brücke der E 45.
Die Piteälvsbron ist heute eine der beiden im Zuge der Inlandsbahn verbliebenen Brücken, auf denen gemischter Straßen- und Eisenbahnverkehr stattfindet. Die andere so noch betriebene Brücke ist die Mankellbron.

## Galerie

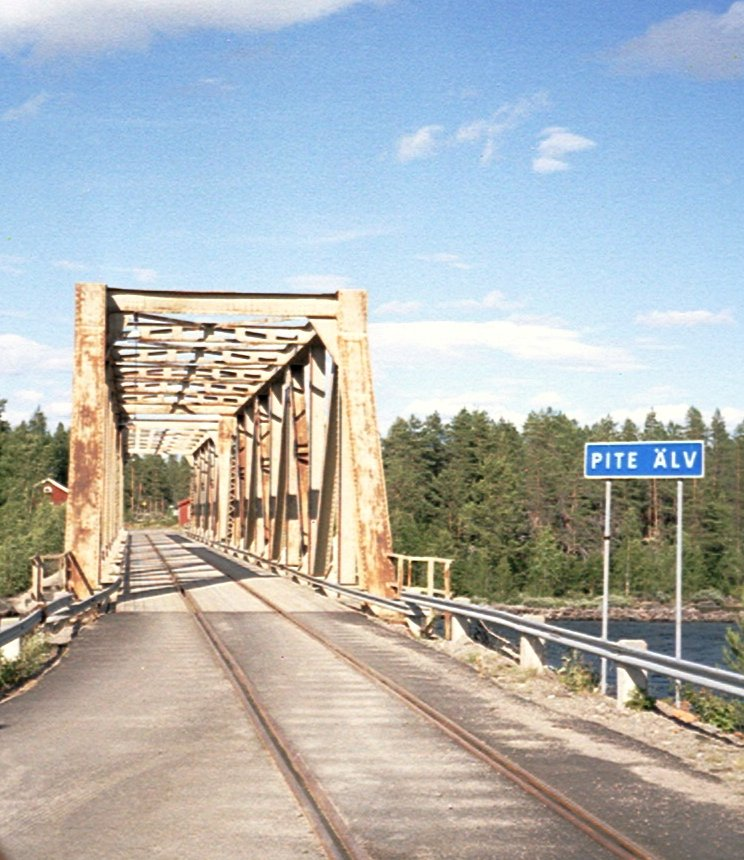
Gemeinsame Fahrbahn für Straße und Schiene
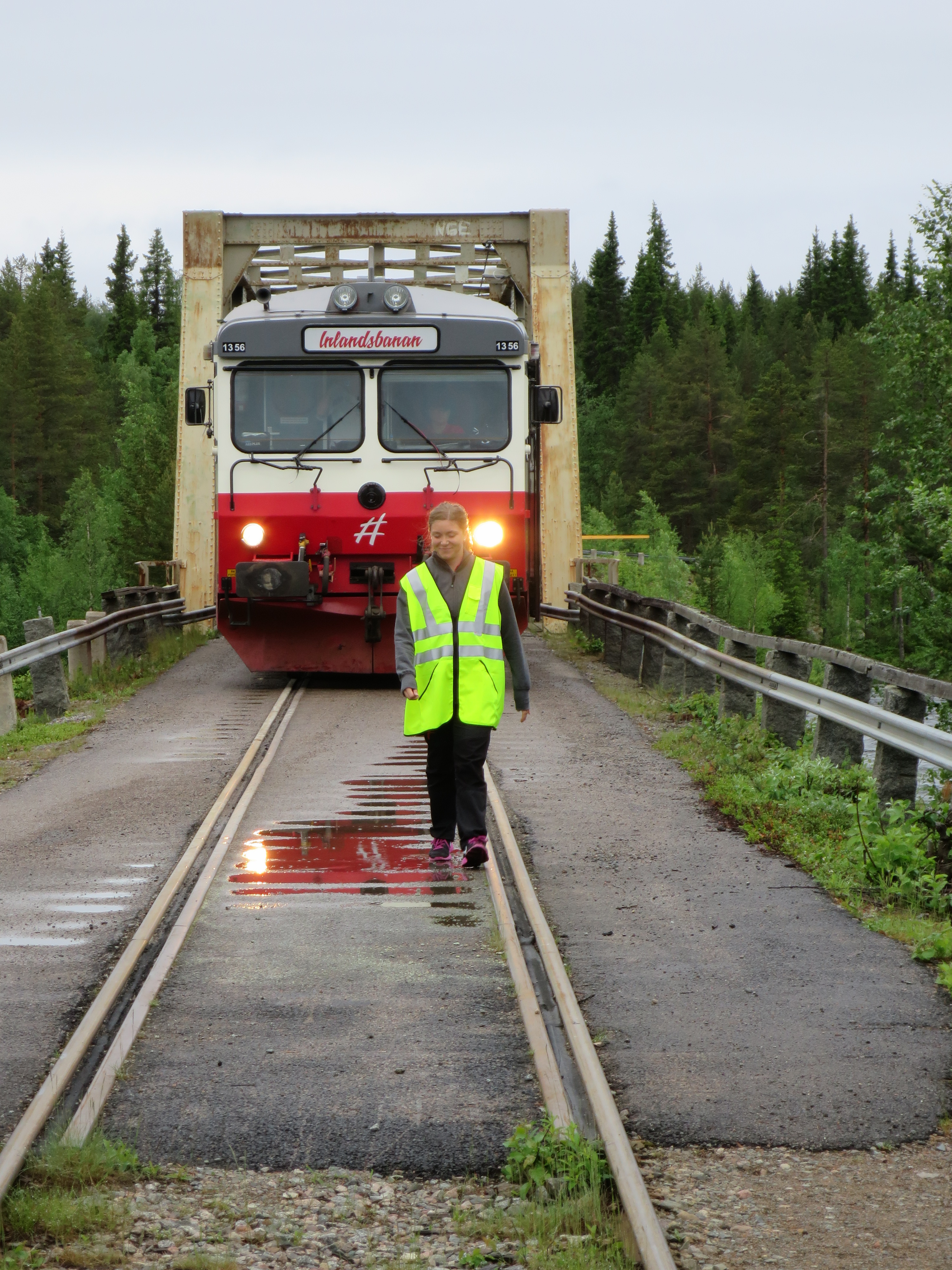
Überfahrt eines Zuges der Inlandsbanan
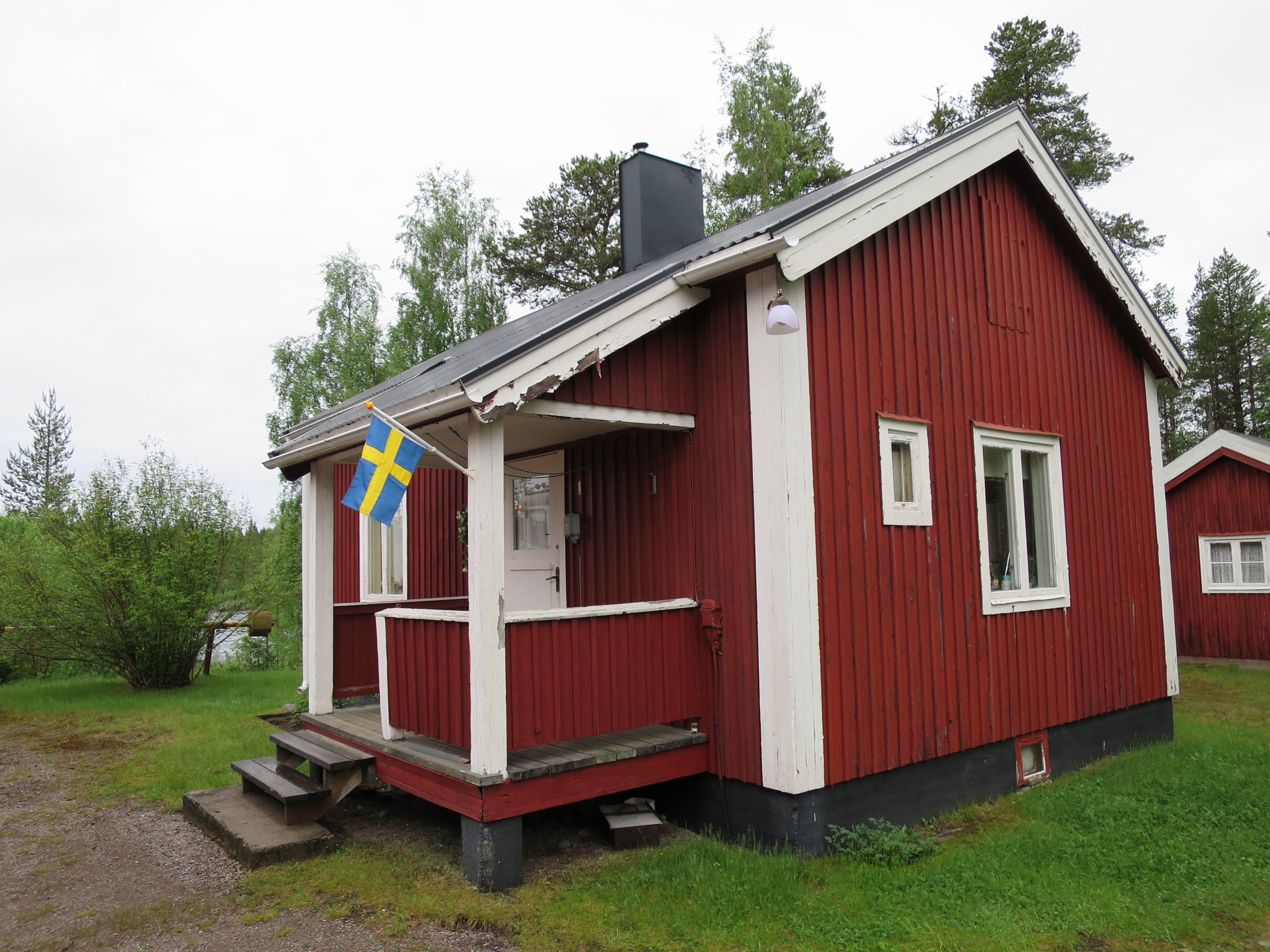
Ehemaliges Brückenwärterhaus
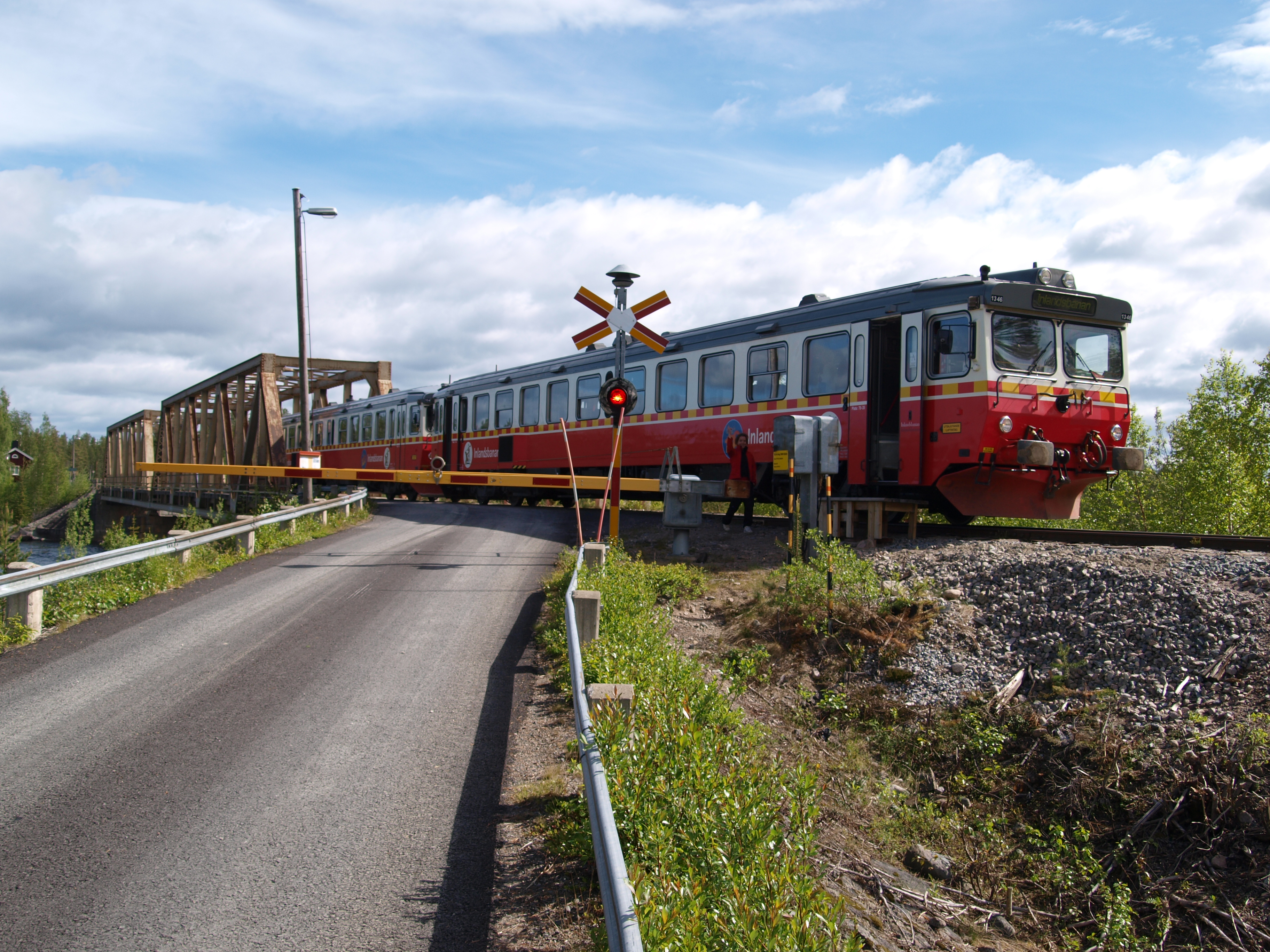
Der Straßenverkehr muss warten.
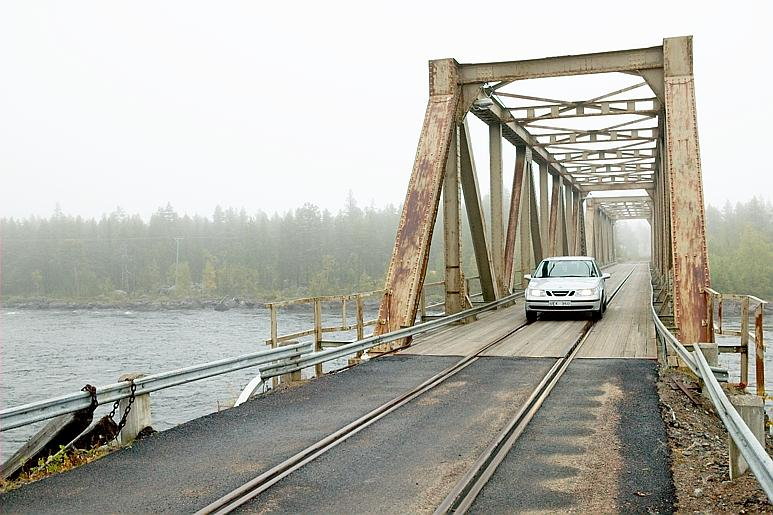
Selten kommt ein PKW.